# Adri van der Poel
Adrianus Aloysius Jacobus van der Poel (* 17. července 1959 Bergen op Zoom) je bývalý nizozemský cyklista. Jeho synem je cyklista Mathieu van der Poel.
Na olympiádě 1980 skončil v silničním závodě jednotlivců na sedmém místě. O rok později přestoupil k profesionálům, v roce 1982 vyhrál závod Züri-Metzgete. V roce 1983 získal stříbrnou medaili na mistrovství světa v cyklistice. Startoval na devíti ročnících Tour de France, vyhrál dvě etapy, v celkovém pořadí skončil nejlépe na 37. místě v roce 1983. Vyhrál jednorázové závody Clásica de San Sebastián a Brabantský šíp 1985, Kolem Flander 1986, Paříž-Tours 1987, Lutych-Bastogne-Lutych 1988, Amstel Gold Race 1990 a Circuito de Getxo 1991.
Na mistrovství světa v cyklokrosu zvítězil v roce 1996, na druhém místě skončil v letech 1985, 1988, 1989, 1990 a 1991 a třetí byl v letech 1992 a 1999. Šestkrát byl cyklokrosařským mistrem Nizozemska a v sezóně 1996/97 vyhrál celkovou klasifikaci Světového poháru v cyklokrosu. Kariéru ukončil v roce 2000.
V roce 1983 byl pozitivně testován na strychnin. Nález vysvětlil tím, že zakázaná substance se do jeho organismu dostala z masa holubů, které jedl na návštěvě u tchána.
Cyklistice se věnoval také jeho bratr Jacques van der Poel. Jeho syn Mathieu van der Poel je mistrem světa v cyklokrosu, na mistrovství světa startoval i jeho další syn David van der Poel.